# 土司空 (轸宿)
土司空是中国古代星官之一，属于二十八宿中的轸宿。《晋书·天文上》：“青丘西四星曰土司空，主界域，亦曰司徒。”《丹元子步天歌》：“門下四個土司空”。土司空含有四颗恒星。清钦天监所编《仪象考成》及《仪象考成续编》未收录此星官，土司空所含恒星的精确位置未知。